# Colpo di stato portoghese del 1926
Il colpo di Stato del 1926 in Portogallo, noto anche come Rivoluzione del 28 maggio o, durante il periodo dell'Estado Novo, come Rivoluzione Nazionale (in portoghese Revolução Nacional), è stato un colpo di Stato militare di matrice militarista e antiliberale che pose fine alla precaria prima repubblica portoghese dando inizio alla dittatura militare portoghese (1926-1933). Dal contesto politico maturato durante la dittatura militare si sarebbe originato un nuovo soggetto politico di tipo autoritario, delineato dalla costituzione del 1933, ovvero l'Estado Novo, rimasto al potere in Portogallo sino alla cosiddetta Rivoluzione dei garofani del 1974.

## Antefatti
L'instabilità politica cronica e la negligenza del governo nei confronti dell'esercito crearono opportunità per complotti militari. Gli storici hanno ritenuto che il colpo di stato avesse un ampio sostegno, inclusi tutti i partiti politici dell'epoca ad eccezione del Partito Democratico, del Partito Comunista Portoghese, del Partito Socialista Portoghese, del gruppo Seara Nova, della Confederazione Generale del Lavoro, e del Partito Repubblicano della Sinistra Democratica.
Nel 1925 ci furono tre tentativi di colpo di stato falliti: il 5 marzo (guidato da Filomeno da Câmara de Melo Cabral); il 18 aprile (ispirato da Sinel de Cordes e guidato da Raul Esteves e da Filomeno da Câmara); e il 19 luglio (guidato da Mendes Cabeçadas). I cospiratori vennero per lo più assolti da un tribunale militare. Óscar Carmona, in qualità di procuratore militare del complotto del 18 aprile, chiese che i cospiratori fossero assolti. Durante il processo, Óscar Carmona chiese notoriamente:
(Óscar Carmona)
I capi del complotto del 18 aprile vennero inviati al Forte di Nostra Signora della Grazia, dove reclutarono il comandante del forte, Passos e Sousa, tra le forze ribelli. Gli ufficiali decisero che il movimento sarebbe stato guidato dal generale Manuel de Oliveira Gomes da Costa, che aveva accettato di unirsi ai cospiratori il 25 maggio. Il 27 maggio, il generale Manuel de Oliveira Gomes da Costa arrivò a Braga per lanciare un colpo di stato. La Prima Repubblica portoghese ed il primo ministro António Maria da Silva, consapevoli del previsto colpo di stato, cercarono di organizzare la resistenza.

## La sollevazione militare
Il 28 Maggio 1926 il generale Manuel Gomes da Costa iniziò una marcia militare su Lisbona partendo dalla città di Braga, sostenuto dal popolo e dalla classe operaia. La sollevazione si diffuse rapidamente nelle città di Porto, Évora, Coimbra e Santarém. Al colpo di stato parteciparono anche i generali Sinel de Cordes, Filomeno da Câmara, Passos e Sousa e Raul Esteves, alla guida delle forze militari provinciali.

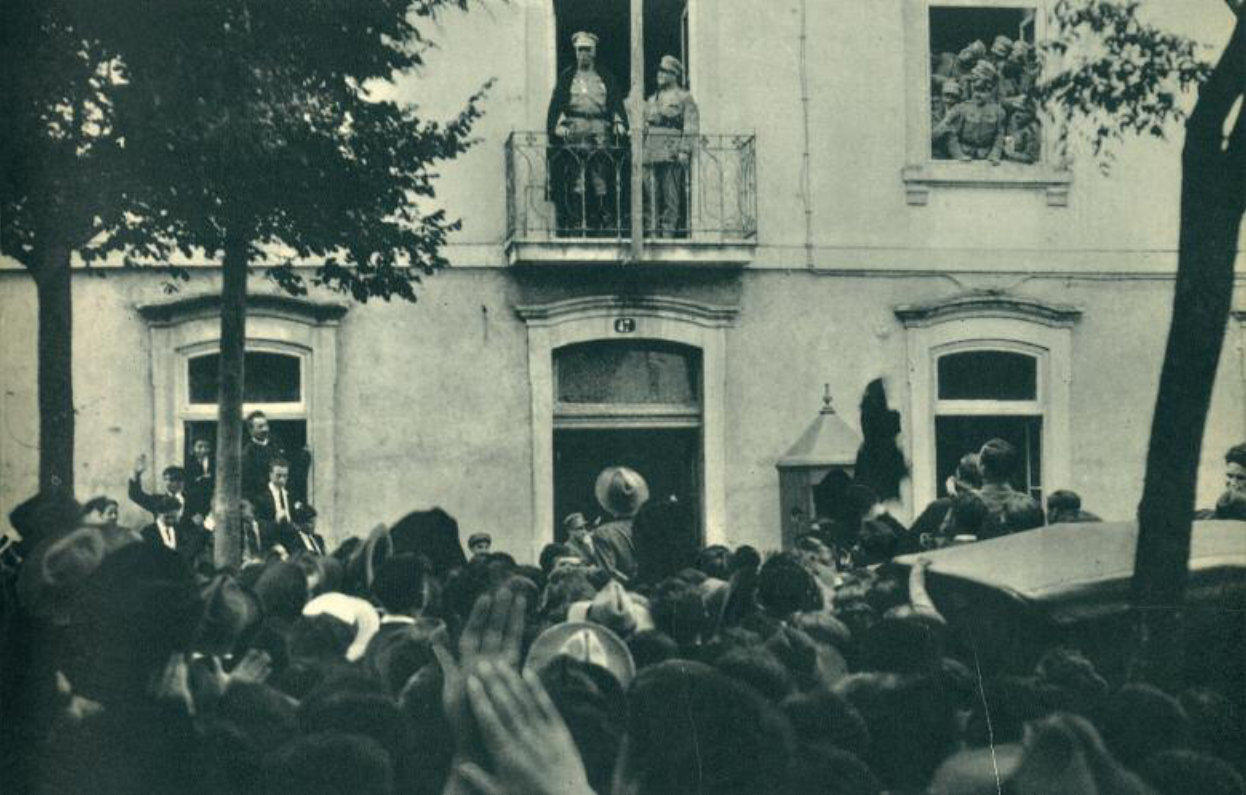
Gomes da Costa sul balcone del governo civile di Coimbra viene acclamato dal popolo, giugno 1926

Il governo non poté opporre resistenza e il sempre crescente aumento dei disordini portò il Partito Democratico a dare le dimissioni dopo solo due giorni. In diverse parti del Paese vari politici e capi militari aderirono ai rivoltosi, e in poco tempo questo movimento rivoluzionario si impadronì di tutto il Portogallo. il 29 Maggio, infatti, tutte le unità militari del paese ed i capi della polizia di Lisbona dichiararono il proprio sostegno al colpo di Stato militare, mentre il primo ministro Antonio Maria da Silva diede le dimissioni. Il giorno seguente anche il presidente della Repubblica Bernardino Machado, spinto dai rivoltosi, rassegnò le dimissioni. Con il sostegno della stragrande maggioranza del popolo e delle classi sociali, nel giugno 1926 il Parlamento venne sciolto definitivamente e si instaurò una dittatura militare che pose fine alla Prima Repubblica.

## La dittatura
Si instaurò una dittatura militare e antiparlamentare, che venne chiamata "Dittatura Nazionale", guidata dal promotore del golpe, il generale Manuel Gomes da Costa. Essa, tuttavia, si mostrò inizialmente instabile, in quanto non aveva ancora un vero e proprio progetto politico. Presidente del consiglio e della repubblica divenne pochi mesi dopo il generale António Óscar Carmona, che nel 1928 restò solo presidente della repubblica, sostituito come capo del governo dal generale José Vicente de Freitas.

### Salazar el'Estado Novo

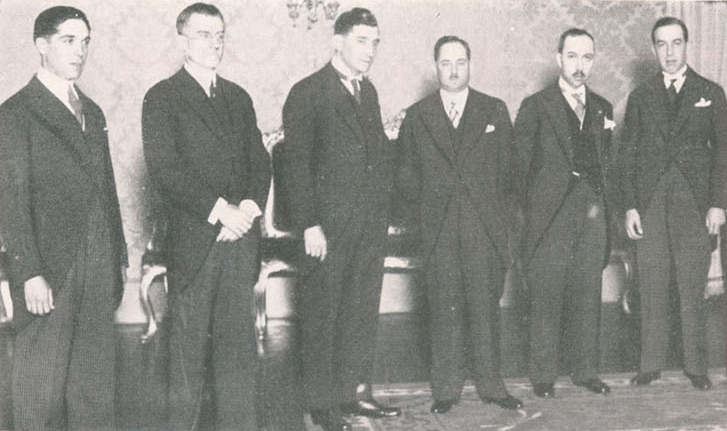
Il nuovo governo presieduto da Salazar si presenta al presidente della repubblica portoghese Carmona (1932)

Nel 1928 nel governo militare venne nominato Ministro delle Finanze, con pieni poteri, l'economista António de Oliveira Salazar, che negli anni seguenti riuscì a portare in pareggio il bilancio portoghese e a stabilizzare la situazione finanziaria del paese, cosa che innalzò ulteriormente il livello di stima e fiducia nei confronti della dittatura da poco affermatasi da parte del popolo. Nel 1932, l'ultimo generale, Domingos Oliveira, fu sostituito da Salazar che venne nominato Presidente del Consiglio dei Ministri, dando inizio al cosiddetto Estado Novo, regime autoritario a partito unico.
António Óscar Carmona rimase presidente della repubblica fino al 1951.

## Cronologia
- 29 maggio:
  - Il Partito Comunista Portoghese interrompe il suo II Congresso a causa della situazione politica e militare nel paese.
  - The Confederação Geral do Trabalho (Confederazione Generale del Lavoro) dichiara la sua neutralità in tutti gli scontri militari.
  - Il colpo di stato del 28.5.26 si estende al resto del paese —influenzato da Mendes Cabeçadas, Sinel de Cordes ed Óscar Carmona— e stabilisce la Ditadura Militar (Dittatura militare) contro la prima repubblica portoghese democratica ma instabile.
  - Il governo del primo ministro António Maria da Silva si dimette.
- 30 maggio:
  - Il generale Gomes da Costa viene acclamato a Porto.
  - Il presidente della Repubblica, Bernardino Machado, si dimette.
  - José Mendes Cabeçadas diventa primo ministro e presidente della Repubblica.
- 3 giugno: António de Oliveira Salazar diventa ministro delle Finanze; tuttavia, si dimise 16 giorni dopo.
  - Un decreto dittatoriale scioglie il Congresso della Repubblica del Portogallo (Assemblea nazionale).
  - Inoltre, per decreto dittatoriale, i dirigenti di tutti i Comuni vengono dimessi.
  - La Ditadura Militar bandisce la Carbonária.
  - La Ditadura Militar bandisce tutti i partiti politici.
- 17 giugno: il generale Gomes da Costa provoca un secondo colpo di stato.
- 19 giugno: il generale Gomes da Costa diventa primo ministro.
- 22 giugno: la Ditadura Militar istituisce la censura.
- 29 giugno: il generale Gomes da Costa diventa presidente della Repubblica.
- 9 luglio:
  - La Ditadura Militar costrinse il generale Gomes da Costa a dimettersi, permettendogli di andare in esilio.
  - Il generale António Óscar de Fragoso Carmona, dell'ala militare conservatrice della Ditadura Militar, diventa primo ministro.
- 15 settembre: fallisce un colpo di stato.
- 18 settembre: fallisce un secondo colpo di stato.
- 29 novembre: il generale António Óscar Carmona diventa presidente della Repubblica.
- 16 dicembre: la Ditadura Militar crea una polizia politica denominata Polícia de Informações de Lisboa. Il 26 marzo dell'anno successivo verrà creata l'analoga Polícia de Informações do Porto. Il 17 marzo del 1928 queste due organizzazioni verranno unificate, dando vita alla Polícia de Informações, posta sotto il controllo del ministero degli interni.